# Docodesmus grenadae
Docodesmus grenadae är en mångfotingart som beskrevs av Chamberlin 1918. Docodesmus grenadae ingår i släktet Docodesmus och familjen fingerdubbelfotingar. Inga underarter finns listade i Catalogue of Life.